# Palaemon serrifer
Palaemon serrifer är en kräftdjursart som först beskrevs av William Stimpson 1860.  Palaemon serrifer ingår i släktet Palaemon och familjen Palaemonidae. Inga underarter finns listade i Catalogue of Life.